# オリンパス CAMEDIA SP-510UZ
オリンパス CAMEDIA SP-510UZ（エスピーごーいちまるユージー）は、オリンパスから発売されるコンパクトデジタルカメラである。2006年8月23日にμ750とともに公開された。2006年9月発売。
光学10倍のズームレンズとブライトキャプチャー機能の採用により、ISO 1600での撮影が可能となっている。